# Teddy Olausson
Teddy Olausson, född 15 november 1967, är en svensk fotbollstränare som 2007–2011 var assisterande tränare i IFK Göteborg och ansvarig för klubbens lag i U21-allsvenskan (reservlaget). Efter säsongen 2011 skrev han kontrakt med BK Häcken om att den 1 januari 2012 börja jobba med Hisingslagets fotbollsakademi. Efter den allsvenska säsongen 2016 tog han steget upp till a-lagsorganisationen där han nu är en av två assisterande tränare. Olausson var a-lagsspelare i BK Häcken 1987–1992.